# Valbuena de Pisuerga
Valbuena de Pisuerga ist ein nordspanisches Dorf und eine Gemeinde (municipio) mit 52 Einwohnern (Stand: 2024) in der Provinz Palencia in der Autonomen Gemeinschaft Kastilien-León. Neben dem Hauptort Valbuena de Pisuerga gehören der Weiler San Cebrián de Buena Madre und die Wüstung Casas del Monte Polanco zur Gemeinde. 

## Lage und Klima
Valbuena de Pisuerga liegt in der Region Tierra de Campos auf der kastilischen Hochebene in einer Höhe von ca. 770 m. Die Provinzhauptstadt Palencia befindet sich mit ihrem Stadtzentrum etwa 33 Kilometer (Fahrtstrecke) westsüdwestlich. Der Río Pisuerga begrenzt die Gemeinde im Westen.
Das Klima im Winter ist durchaus kalt, im Sommer dagegen warm bis heiß; die eher spärlichen Regenfälle (ca. 530 mm/Jahr) fallen überwiegend im Winterhalbjahr.

## Bevölkerungsentwicklung
| Jahr      | 1970 | 1981 | 1991 | 2001 | 2011 | 2021 |
| Einwohner | 160  | 107  | 92   | 81   | 60   | 47   |

## Sehenswürdigkeiten

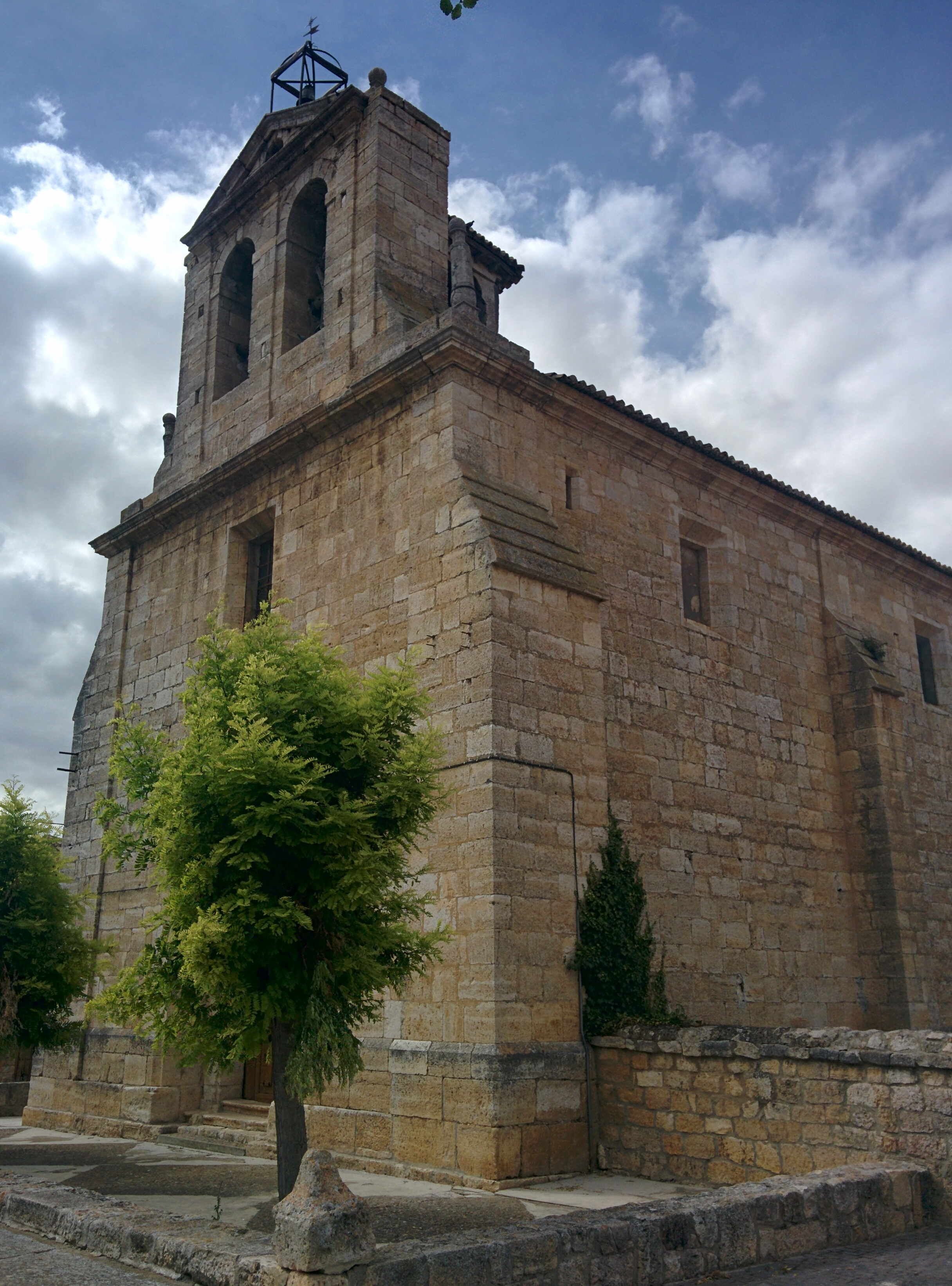
Martinskirche
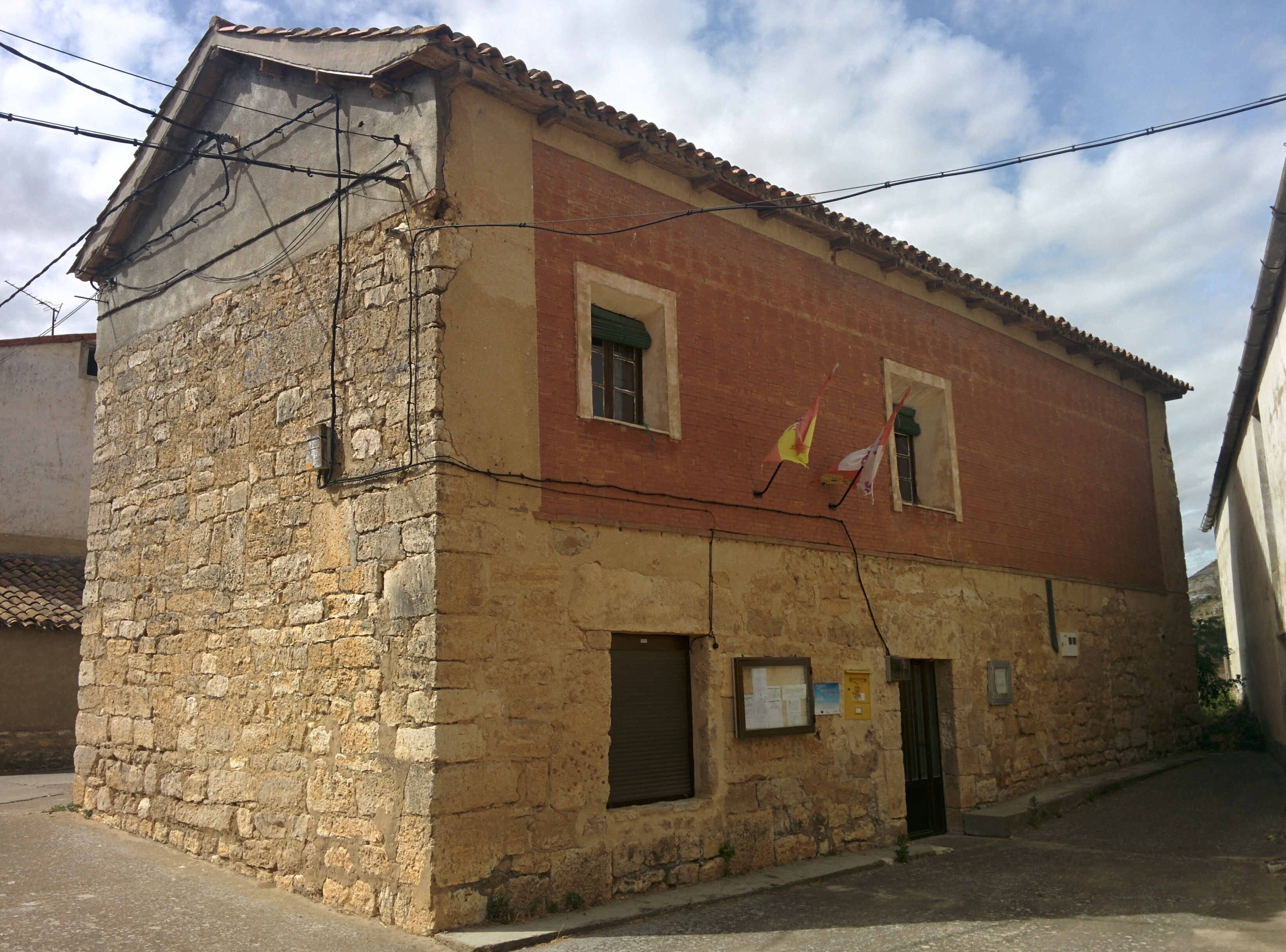
Rathaus

- Martinskirche
- Rathaus